# 15-й стрелковый корпус (РККА)
15-й стрелковый корпус (15-й ск) — воинское соединение в составе Вооружённых Сил СССР.

## 15-й стрелковый корпус (1922—1924)
15-й стрелковый корпус был сформирован в составе Северо-Кавказского военного округа приказом по СКВО от 27 сентября 1922 года в составе 9-й Донской, 22-й и 37-й стрелковых дивизий. Управление корпуса дислоцировалось в Краснодаре. Части корпуса участвовали в подавлении повстанческого движения на Северном Кавказе.,
Корпус расформирован приказом по СКВО от 12 февраля 1924 года.,

## Полное название
15-й стрелковый корпус

## Подчинение
| Дата                    | Фронт                           | Армия | Корпус | Примечания                                            |
| ----------------------- | ------------------------------- | ----- | ------ | ----------------------------------------------------- |
| 27.09.1922 — 12.02.1924 | Северо-Кавказский военный округ |       |        | в составе 9-й Донской, 22-й и 37-й стрелковых дивизий |

## Командование
- Белов Иван Панфилович, командир корпуса, (27.09.1922 — 12.02.1924) по другим данным 06.1923-07.1923 врид 09.1923-02.1924 врид .[3],[4]
- Смирнов, Пётр Александрович, военный комиссар (с сентября по декабрь 1922)[5].

## Состав
На 27 сентября 1922:
- 9-я Донская стрелковая дивизия.
- 22-я стрелковая дивизия.
- 37-я стрелковая дивизия.